# Amastus vitreata
Amastus vitreata là một loài bướm đêm thuộc phân họ Arctiinae, họ Erebidae.